# Arquidiócesis de Atlanta
La arquidiócesis de Atlanta (en latín: Archidioecesis Atlantensis y en inglés: Roman Catholic Archdiocese of Atlanta) es una circunscripción eclesiástica de la Iglesia católica en Estados Unidos. Se trata de la sede metropolitana de la provincia eclesiástica latina de Atlanta. La arquidiócesis tiene al arzobispo Gregory John Hartmayer, O.F.M.Conv. como su ordinario desde el 5 de marzo de 2020. 

## Territorio y organización
La arquidiócesis tiene 55 521 km² y extiende su jurisdicción sobre los fieles católicos de rito latino residentes en 69 condados del estado de Georgia: Baldwin, Banks, Barrow, Bartow, Butts, Carroll, Catoosa, Chattooga, Cherokee, Clarke, Clayton, Cobb, Coweta, Dade, Dawson, DeKalb, Douglas, Elbert, Fannin, Fayette, Floyd, Forsyth, Franklin, Fulton, Gilmer, Gordon, Greene, Gwinnett, Habersham, Hall, Hancock, Haralson, Hart, Heard, Henry, Jackson, Jasper, Lamar, Lincoln, Lumpkin, Madison, McDuffie, Meriwether, Monroe, Morgan, Murray, Newton, Oconee, Oglethorpe, Paulding, Pickens, Pike, Polk, Putnam, Rabun, Rockdale, Spalding, Stephens, Taliaferro, Towns, Troup, Union, Upson, Walker, Walton, Warren, White, Whitfield y Wilkes.
La sede de la arquidiócesis se encuentra en la ciudad de Atlanta, en donde se halla la Catedral de Cristo Rey.
En 2020 en la arquidiócesis existían 92 parroquias.
La arquidiócesis tiene como sufragáneas a las diócesis de: Charleston, Charlotte, Raleigh y Savannah.

## Historia
La diócesis de Atlanta fue erigida el 2 de julio de 1956 con la bula Amplissimas Ecclesias del papa Pío XII, tras la división de la diócesis de Savannah-Atlanta, que también dio origen a la diócesis de Savannah.
El 10 de diciembre de 1956, con la carta apostólica Arctis in rebus, el papa Pío XII proclamó a la Santísima Virgen María del Inmaculado Corazón como patrona principal de la diócesis, y a san Pío X como patrono secundario.
El 10 de febrero de 1962 fue elevada al rango de arquidiócesis metropolitana con la bula Decessorum Nostrorum del papa Juan XXIII.
En 1966 fue sede del obispo más joven de la nación, el futuro cardenal Joseph Bernardin. Ordenado obispo auxiliar a la edad de 38, Bernardin más tarde se convirtió en arzobispo de Cincinnati y luego en arzobispo de Chicago.
En 1988 Eugene Antonio Marino fue nombrado arzobispo de Atlanta, convirtiéndose en el primer arzobispo afroamericano en los Estados Unidos. Renunció dos años más tarde, después de que se descubriera su romance con un ministro. 
La población católica del área metropolitana de Atlanta y Georgia septentrional ascendía a 650 000 en 2006, impulsada en por los inmigrantes extranjeros y la migración de otras regiones de los país.

## Estadísticas
De acuerdo al Anuario Pontificio 2021 la arquidiócesis tenía a fines de 2020 un total de 1 180 000 fieles bautizados.
| Año                                                                             | Población            | Población | Población      | Sacerdotes | Sacerdotes    | Sacerdotes    | Bautizados por sacerdote | Diáconos permanentes | Religiosos | Religiosos | Parroquias |
| Año                                                                             | Bautizados católicos | Total     | % de católicos | Total      | Clero secular | Clero regular | Bautizados por sacerdote | Diáconos permanentes | Varones    | Mujeres    | Parroquias |
| ------------------------------------------------------------------------------- | -------------------- | --------- | -------------- | ---------- | ------------- | ------------- | ------------------------ | -------------------- | ---------- | ---------- | ---------- |
| 1959                                                                            | 24 414               | 1 808 208 | 1.4            | 109        | 31            | 78            | 223                      |                      | 115        | 174        | 26         |
| 1966                                                                            | 46 525               | 2 344 845 | 2.0            | 148        | 51            | 97            | 314                      |                      | 33         |            | 33         |
| 1970                                                                            | 53 329               | 2 584 300 | 2.1            | 110        | 56            | 54            | 484                      |                      | 73         | 119        | 34         |
| 1976                                                                            | 61 166               | 2 750 000 | 2.2            | 125        | 63            | 62            | 489                      |                      | 71         | 199        | 43         |
| 1980                                                                            | 99 742               | 3 246 250 | 3.1            | 182        | 93            | 89            | 548                      | 8                    | 134        | 191        | 52         |
| 1990                                                                            | 159 800              | 3 856 000 | 4.1            | 178        | 81            | 97            | 897                      | 95                   | 118        | 157        | 65         |
| 1999                                                                            | 311 000              | 4 945 355 | 6.3            | 220        | 121           | 99            | 1413                     | 136                  | 1          | 121        | 69         |
| 2000                                                                            | 320 330              | 5 000     | 6.4            | 208        | 136           | 72            | 1540                     | 136                  | 73         | 123        | 73         |
| 2001                                                                            | 250 999              | 5 241 325 | 4.8            | 215        | 145           | 70            | 1167                     | 137                  | 72         | 119        | 78         |
| 2002                                                                            | 321 978              | 5 300 000 | 6.1            | 225        | 161           | 64            | 1431                     | 146                  | 68         | 118        | 77         |
| 2003                                                                            | 367 472              | 5 752 854 | 6.4            | 237        | 173           | 64            | 1550                     | 150                  | 66         | 113        | 75         |
| 2004                                                                            | 371 139              | 5 904 600 | 6.3            | 232        | 167           | 65            | 1599                     | 161                  | 65         | 102        | 79         |
| 2006                                                                            | 368 100              | 5 856 981 | 6.3            | 246        | 171           | 75            | 1496                     | 198                  | 75         | 105        | 83         |
| 2009                                                                            | 765 000              | 6 516 000 | 11.7           | 284        | 213           | 71            | 2693                     | 218                  | 76         | 100        | 87         |
| 2010                                                                            | 850 000              | 6 887 670 | 12.3           | 280        | 209           | 71            | 3035                     | 232                  | 80         | 81         | 87         |
| 2012                                                                            | 863 000              | 7 045 000 | 12.2           | 251        | 219           | 32            | 3438                     | 242                  | 41         | 86         | 88         |
| 2013                                                                            | 869 000              | 7 097 000 | 12.2           | 241        | 211           | 30            | 3605                     | 251                  | 39         | 86         | 167        |
| 2014                                                                            | 1 000                | 7 150 000 | 14.0           | 216        | 186           | 30            | 4629                     | 246                  | 32         | 91         | 167        |
| 2015                                                                            | 1 007 000            | 7 200 000 | 14.0           | 218        | 190           | 28            | 4619                     | 244                  | 52         | 86         | 166        |
| 2018                                                                            | 1 150 000            | 7 365 000 | 15.6           | 276        | 183           | 93            | 4166                     | 279                  | 94         | 82         | 90         |
| 2020                                                                            | 1 180 000            | 7 500 000 | 15.7           | 313        | 177           | 136           | 3770                     | 271                  | 141        | 104        | 92         |
| Fuente: Catholic-Hierarchy, que a su vez toma los datos del Anuario Pontificio. |                      |           |                |            |               |               |                          |                      |            |            |            |

### Escuelas
La arquidiócesis opera dieciocho escuelas primarias y secundarias. Existen seis escuelas católicas ubicadas en el área metropolitana de Atlanta.
Entre las escuelas secundarias católicas están:
- Blessed Trinity Catholic High School, Roswell
- Holy Spirit Preparatory School, Atlanta y Sandy Springs
- Marist High School, condado de DeKalb
- Monsignor Donovan Catholic High School, Atenas
- Our Lady of Mercy Catholic High School, Fairburn
- Pinecrest Academy, Cumming
- St. Pius X Catholic High School, condado de DeKalb
- Christ the King School, Atlanta

## Episcopologio
- Francis Edward Hyland † (17 de julio de 1956-11 de octubre de 1961 renunció[9])
- Paul John Hallinan † (19 de febrero de 1962-27 de marzo de 1968 falleció)
- Thomas Andrew Donnellan † (24 de mayo de 1968-15 de octubre de 1987 falleció)
- Eugene Antonio Marino, S.S.J. † (14 de marzo de 1988-10 de julio de 1990 renunció)
  - James Patterson Lyke, O.F.M. † (10 de julio de 1990-30 de abril de 1991 nombrado arzobispo) (administrador apostólico)
- James Patterson Lyke, O.F.M. † (30 de abril de 1991-27 de diciembre de 1992 falleció)
- John Francis Donoghue † (22 de junio de 1993-9 de diciembre de 2004 retirado)
- Wilton Daniel Gregory (9 de diciembre de 2004-4 de abril de 2019 nombrado arzobispo de Washington)
- Gregory John Hartmayer, O.F.M.Conv., desde el 5 de marzo de 2020